# Prikken
Prikken är en kulle i Antarktis. Den ligger i Östantarktis. Norge gör anspråk på området. Toppen på Prikken är 1 810 meter över havet.
Terrängen runt Prikken är kuperad åt nordväst, men åt sydost är den platt. Trakten är obefolkad. Det finns inga samhällen i närheten. 